# جزایر متیو و هانتر
جزایر متیو و هانتر (به فرانسوی: Matthew and Hunter Islands) یک سکونتگاه مسکونی در فرانسه است که در کالدونیای جدید واقع شده‌است.
جزایر مورد ادعای و مناقشه فرانسه و وانوآتو در اقیانوس آرام می باشند

## خصوصیات
جزایر متیو و هانتر ۰ نفر جمعیت دارد.